# Die Kur-Oase
Die Kur-Oase ist eine Radio-Comedy-Serie des Norddeutschen Rundfunks von Andreas Altenburg, die sich um das Leben dreier fiktiver „Halbprominenter“ in einer Kurklinik auf der Insel Sylt dreht. Die Radio-Satire wird im Rahmen der Sendung Der NDR 2 Morgen mit Elke & Jens ausgestrahlt.

## Charaktere der Serie
- Dr. Lina Peppmöller, eine junge Therapeutin, die im Luxus-Retreat ihres Vaters arbeitet und eine Therapiegruppe betreut.
- Jakob Maria (Jäckie) Sprenzel, ein ehemaliger Medienberater für Show und Politik aus Berlin.
- Silvia (Sülwia) Doris Voss, Kleptomanin und Freundin des „geilen Michi“ aus dem Hamburger Rotlichtmilieu, der zur Zeit seine Haft absitzt; arbeitet im TV-Shopping.
- Marcel (Pocke) Andrea Deinhard, ehemaliger Fußballprofi und EM-Teilnehmer 2000, der unter der Zwangsstörung leidet, an zweifelhaften TV-Shows teilzunehmen.

## Inhalt
Unter Anleitung von Dr. Lina Peppmöller versuchen die drei Protagonisten in der „Kur-Oase“ die Folgen ihres persönlichen Bedeutungsverlustes zu verarbeiten. Dabei wird jede Folge von „Frau Doktor“ mit der Frage „Und, wie sind Sie heute da?“ eröffnet. Ein weiterer Running Gag ist ihre Feststellung „Das nehmen wir in den Themenspeicher auf“.

## Ausstrahlung
Nachdem am 28. Juli 2023 die Wiederholung von Best-of-Folgen der Vorgänger-Serie Wir sind die Freeses zu Ende ging, veröffentlichte NDR 2 am 12. September 2023 einen dreiteiligen Pilot-Podcast, der die einzelnen Charaktere vorstellte.
Die regulären Folgen werden seit dem 18. September 2023 im Frühprogramm von NDR 2 montags bis freitags um 7.17 Uhr ausgestrahlt.

## Autor und Sprecher
Die Sendung stammt von dem NDR-2-Redakteur Andreas Altenburg, der die meisten Charaktere der Sendung selbst spricht. Außerdem wirken als Sprecher mit: Johannes Oerding, Sky du Mont, Michael Stich, Thomas Helmer, Oliver Geissen, Hinnerk Baumgarten und Peter Urban.

## Auszeichnungen
Am 5. September 2024 erhielt Andreas Altenburg für Die Kur-Oase den Deutschen Radiopreis in der Kategorie „Bestes Entertainment“.